# Маковиця (Мазовецьке воєводство)
Маковиця (пол. Makowica) — село в Польщі, у гміні Шелькув Маковського повіту Мазовецького воєводства.
Населення — 232 особи (2011).
У 1975-1998 роках село належало до Остроленцького воєводства.

## Демографія
Демографічна структура станом на 31 березня 2011 року:
|          | Загалом | Допрацездатний вік | Працездатний вік | Постпрацездатний вік |
| -------- | ------- | ------------------ | ---------------- | -------------------- |
| Чоловіки | 118     | 27                 | 77               | 14                   |
| Жінки    | 114     | 15                 | 68               | 31                   |
| Разом    | 232     | 42                 | 145              | 45                   |